# Кашани, Аболь-Касем
Сейид Аболь-Касем Кашани (перс. سید ابوالقاسم کاشانی‎;
1877 или 1882, Тегеран или 1885, ан-Наджаф, Османская империя — 12 марта 1962, Тегеран) — аятолла, иранский религиозный и политический деятель, председатель меджлиса 17-го созыва. Сторонник исламского пути развития Ирана и Ближнего Востока, антиимпериалистический и националистический идеолог.

## Биография

### Образование и начало политической карьеры
Аболь-Касем Кашани родился (по разным данным, в 1877 или 1882 году) в Тегеране в семье шиитского клирика Саеда Мустафы Кашани. Согласно семейной традиции, род Кашани восходил к Алиду Яхье ибн Умару. В возрасте 15 или 16 лет, после завершения базового образования, Аболь-Касем вместе с отцом отправился в ан-Наджаф (в то время в составе Османской империи), где продолжил религиозное обучение, уже к 25 годам став богословом-муджтахидом.
Во время пребывания в ан-Наджафе Кашани проникся антибританскими настроениями, ставшими в особенности сильными после оккупации британцами Басры в 1914 году и ан-Наджафа и Кербелы в 1917 году. Кашани участвовал в иракском восстании 1920 года против британцев и после его подавления бежал в Тегеран, опасаясь ареста. В Персии он начал проповедническую и законоучительскую деятельность, быстро зарекомендовав себя как один из главных религиозных авторитетов Тегерана. В 1925 году Кашани был избран в меджлис — нижнюю палату персидского парламента — и уже через месяц после избрания голосовал там за низложение династии Каджаров и установление наследной власти Резы Пехлеви. На протяжении всего правления первого шаха из династии Пехлеви аятолла Кашани оставался в стороне от большой политики, сосредоточившись на религиозной деятельности. После отречения Резы Пехлеви и восхождения на престол его сына Мохаммеда Резы, однако, он снова напомнил о себе, направив премьер-министру Мохаммеду Али Форуги письмо, где провозглашал необходимость насаждения «божественного закона» и критиковал постепенную секуляризацию иранского общества.

### Участие в антибританской деятельности и политической оппозиции в Иране
По ходу Второй мировой войны Иран оказался под военным контролем Великобритании и Советского Союза, и 16 июня 1944 года Кашани вместе с ещё полутора сотнями соотечественников был арестован по обвинению в сотрудничестве с немцами и диверсионной деятельности. В британском коммюнике Кашани вместе с депутатом парламента, лидером фашистской «Голубой партии» Хабиболлой Ноубахтом были объявлены вождями антисоюзнического заговора, организованного офицерами СС. Кашани пробыл в лагере под Керманшахом до конца войны, освободившись и вернувшись в Тегеран в сентябре 1945 года. В период между арестом и освобождением он был снова избран депутатом парламента, но британские военные власти аннулировали результаты этого голосования.
Вскоре после освобождения Кашани вошёл в контакт с молодым религиозным активистом Наввабом Сефеви, организатором боевой группы «Федаины ислама». Кашани, которому в то время было 68 лет, и Сефеви, которому исполнился только 21 год, стали политическими союзниками, поставившими между собой цель превращения Ирана в исламское государство; аятолла Кашани стал главным религиозным авторитетом для «Федаинов ислама». В июле 1946 года он был снова арестован в городе Себзеваре, обвинён в подстрекательской активности и нарушении общественного спокойствия и отправлен под домашний арест в пригороде Казвина. Под домашним арестом он провёл 11 месяцев, а освободившись, снова принял участие в парламентских выборах и в очередной раз был избран в меджлис.
Вскоре после этого внимание Кашани оказалось привлечено к ситуации в Палестине, где истекал срок британского мандата и, в соответствии с резолюцией ООН, должны были быть созданы два национальных государства — арабское и еврейское. С января 1948 Кашани и Сефеви начали широкую кампанию по поддержке мусульманских интересов в Палестине и против британского и сионистского присутствия там. Кашани обвинял иммигрировавших в Палестину евреев в преступлениях против ислама, одновременно используя трибуну для обвинений в коррупции и предательстве интересов ислама в адрес премьер-министров Кавама, а затем Хаджира. В декабре 1948 года близкий к Кашани исламский деятель Шамс Канатабади основал «Организацию мусульманских моджахедов» — легальную группировку, преследовавшую те же цели, что и боевики Сефеви.

### Союз с Национальным фронтом
4 февраля 1949 года было совершено покушение на жизнь шаха Мохаммеда Резы Пехлеви. Покушавшийся, Насер Факр Араи, был молодым фотокорреспондентом газеты «Парчам-э-ислам» («Знамя ислама»), которого устроил на работу лично Кашани. Этот факт, вкупе с известными связями аятоллы с «Федаинами ислама», послужил основанием для его ареста и высылки из страны. Однако и находясь в изгнании в Ливане Кашани продолжал непосредственно влиять на события у себя на родине. В его отсутствие премьер-министр Хажир был убит членом «Федаинов ислама». Сам Кашани координировал усилия организаций Сефеви и Канатабади в рамках выборов в меджлис 16-го созыва — по его настоянию эти радикальные группы заключили тактический альянс с либерально-националистическим Национальным фронтом Мохаммеда Мосаддыка. В результате и Кашани, и многие его приверженцы, чьи кандидатуры он отбирал лично, были в апреле 1950 года избраны в парламент. Кашани вернулся в Иран из изгнания в июне того же года и был встречен с большой помпой, как герой.
По прибытии в Тегеран Кашани заверил Мосаддыка и других светских лидеров Национального фронта в своей всемерной поддержке. Мосаддык со своей стороны продемонстрировал единство рядов, зачитав в меджлисе 17 июня обращение Кашани, призывающее к национализации иранской нефти и борьбе против «деспотизма». Вместе Национальный фронт и исламские радикалы, в меджлисе образующие сильное меньшинство и пользующиеся активной поддержкой улицы, быстро заставили уйти в отставку премьер-министра Али Мансура, а через десять месяцев, после развёрнутой Кашани подстрекательской кампании, был застрелен его преемник Хадж Али Размара. Убийца Размары, как до этого убийца Хажира, был членом «Федаинов ислама», и Кашани публично объявил, что это преступление было совершено на пользу Ирана. Менее чем через неделю после смерти Размары меджлис единогласно утвердил законопроект о национализации иранской нефти.
Вскоре после этого Кашани, однако, утратил контроль над «Федаинами», продолжавшими курс на радикализацию и рассматривавшими попытки аятоллы набрать политический капитал как оппортунизм и предательство общих интересов. Разрыв с Сефеви был настолько резким, что тот даже угрожал убить Кашани. Но уже 21 марта 1951 года, всего через две недели после убийства Размары, почти всё руководство «Федаинов», за исключением самого Сефеви, было арестовано. Когда в апреле Мосаддык стал премьер-министром, Сефеви рассчитывал, что его соратники будут освобождены, но этого не произошло, и после взаимных публичных обвинений был арестован и сам Сефеви. Однако союз Кашани и Мосаддыка стал только крепче, и аятолла оказывал лидеру Национального фронта всяческую поддержку. В декабре 1951 года, перед новыми парламентскими выборами, по наущению Кашани были разгромлены офисы газет, выступавших против репрессивной политики Мосаддыка. Позже, когда шах, раздражённый постоянными попытками премьера лишить его властных полномочий, назначил на его место Ахмада Кавама, Кашани вывел народ на улицы, на защиту администрации Мосаддыка как «самого сильного препятствия на пути колониализма». В итоге тот снова стал премьер-министром в июле 1952 года, вскоре после этого назначив Кашани председателем меджлиса.

### Борьба против Мосаддыка и последние годы жизни
Но с этого момента политические амбиции двух лидеров вошли в противоречие: Кашани надоело оставаться в тени, демонстрируя безоговорочную поддержку Мосаддыка по всем вопросам, а тот со своей стороны устал от постоянного вмешательства аятоллы в дело управления страной. В ноябре и декабре 1952 года Кашани на правах председателя меджлиса пытался торпедировать важные для премьер-министра законопроекты, в том числе о продлении на год его чрезвычайных полномочий. В ответ Мосаддык начал перестановки в силовых ведомствах, убирая лояльных Кашани людей и назначая в руководство деятелей, настроенных по отношению к нему враждебно. Наконец 27 февраля 1953 года Кашани открыто выступил против Мосаддыка на стороне шаха, которого премьер-министр к этому моменту низвёл до роли марионетки и который собирался уехать из Ирана. Кашани и его новые союзники обвинили Мосаддыка в намерении ликвидировать конституционную монархию, изгнать религиозных лидеров и развалить армию, предав Иран в руки Советов. Разрыв между двумя лидерами антизападнического лагеря был расценён разведслужбами США и Великобритании как сигнал о том, что режим Мосаддыка уязвим и наступил подходящий момент для его свержения. 19 августа 1953 года генералом Захеди при поддержке западных спецслужб был совершён государственный переворот; о смещении Мосаддыка иранскому народу сообщил по радио сын аятоллы Кашани Мостафа.
Новому политическому руководству взгляды Кашани оказались чуждыми. Он продолжал ратовать за национализацию иранской нефти, тогда как правительство Захеди было настроено договариваться с Западом. В итоге 19 января 1956 года Кашани, недавно потерявший сына, был арестован по обвинению в участии в убийстве премьер-министра Размары. В его защиту выступили более умеренные аятоллы, в том числе марджа ат-таклид (верховный духовный авторитет) Сейид Хосейн Боружерди, и в результате уже в марте он был освобождён из-под ареста. В октябре 1961 года Кашани был госпитализирован из-за проблем с простатой, а спустя несколько месяцев слёг с сильным бронхитом, скончавшись в марте 1962 года. Его похоронная процессия, в которой участвовали многие политические и духовные лидеры, прошла от Тегерана до города Рея (в 10 км от столицы), где он и был похоронен неподалёку от местной мусульманской святыни.